# 鸿胪寺 (北京)
鸿胪寺原址在北京正阳门内兵部街，建于明永乐十八年（1420年）。鸿胪寺虽称作寺，但实际是一座司礼的机关，专门负责朝会和宴飨等礼节。初次进京的文武官员和外国使臣朝谒皇帝都要到鸿胪寺报到，安排定的日期在鸿胪寺的习礼亭（也叫演礼亭）学习觐见的礼仪。
1900年八国联军入侵北京，鸿胪寺衙门被焚毁，习礼亭幸免，后英国军队用鸿胪寺基址做操场操练部队，清政府只得将习礼亭迁入户部街礼部衙门院内。清末，礼部改为典礼院。辛亥革命后，1912年典礼院由盐务署占驻。1915年，盐务署将此亭捐给中央公园（现中山公园）。现在习礼亭在中山公园社稷坛南门外。